# Penguin Point (Südliche Orkneyinseln)
Der Penguin Point (in Argentinien Punta Pingüino) ist eine Landspitze, die den nordwestlichen Ausläufer von Coronation Island im Archipel der Südlichen Orkneyinseln bildet.
Der US-amerikanische Robbenfängerkapitän Nathaniel Palmer und sein britisches Pendant George Powell entdeckten und kartierten die Landspitze im Dezember 1821 während ihrer gemeinsamen Erkundungsfahrt zu den Südlichen Orkneyinseln. Powell benannte sie nach den hier anzutreffenden Pinguinen.